# Kalendarium rządu Edwarda Babiucha
Kalendarium rządu Edwarda Babiucha opisuje powołanie rządu Edwarda Babiucha, zmiany na stanowiskach ministrów, sekretarzy stanu, podsekretarzy stanu, wojewodów i wicewojewodów.

## Zmiany w rządzie
Lista zmian personalnych na stanowiskach ministrów, sekretarzy stanu i podsekretarzy stanu.
| Powołanie | Odwołanie |
| 18 lutego 1980 | 18 lutego 1980 |
| --- | --- |
| - Edward Babiuch na urząd prezesa Rady Ministrów, - Kazimierz Barcikowski na urząd wiceprezesa Rady Ministrów, - Ryszard Karski na stanowisko ministra handlu zagranicznego i gospodarki morskiej. | – |
| 23 czerwca 1980 | |
| - Edwarda Barszcza na stanowisko ministra budownictwa i przemysłu materiałów budowlanych. | - Adama Glazura z urzędu ministra budownictwa i przemysłu materiałów budowlanych (powołany na ten urząd 3 kwietnia 1980). |
| 24 sierpnia 1980 | |
| - Józefa Czyrka na urząd ministra spraw zagranicznych, - Henryka Gawrońskiego na urząd ministra przemysłu maszynowego, - Jerzego Gawrysiaka na urząd ministra-członka Rady Ministrów, - Tadeusza Grabskiego na urząd wiceprezesa Rady Ministrów, - Henryka Kisiela na urzędy wiceprezesa Rady Ministrów oraz przewodniczącego Komisji Planowania przy Radzie Ministrów, - Aleksandra Kopcia na urząd wiceprezesa Rady Ministrów, - Mariana Krzaka na urząd ministra finansów, - Józefa Pińkowskiego na urząd wiceprezesa Rady Ministrów, pełniącego obowiązki prezesa Rady Ministrów. | - Edwarda Babiucha z urzędu prezesa Rady Ministrów (powołany na ten urząd 2 kwietnia 1980), - Eugeniusza Grochala z urzędu ministra (powołany na ten urząd 3 kwietnia 1980), - Henryka Kisiela z urzędu ministra finansów (powołany na ten urząd 3 kwietnia 1980), - Aleksandra Kopcia z urzędu ministra przemysłu maszynowego (powołany na ten urząd 3 kwietnia 1980), - Tadeusza Pyki z urzędu wiceprezesa Rady Ministrów (powołany na ten urząd 3 kwietnia 1980), - Emila Wojtaszka z urzędu ministra spraw zagranicznych (powołany na ten urząd 3 kwietnia 1980), - Tadeusza Wrzaszczyka z urzędów wiceprezesa Rady Ministrów oraz przewodniczącego Komisji Planowania przy Radzie Ministrów (powołany na te urzędy 2 kwietnia 1980). |